# Mészáros Ferenc (tanár, 1851–1909)
Mészáros Ferenc (Püspökhatvan, 1851. május 23. – Nyíregyháza, 1909. január 4.) piarista pap, evangélikus főgimnáziumi tanár.

## Életútja
A középiskolát Vácon, Szegeden, Budán és Kecskeméten végezte. A budapesti királyi magyar tudományegyetem hallgatója volt s 1878. május 27-én Budapesten nyert tanári oklevelet a mennyiségtanból és a természettanból. Tanár volt Nagykanizsán, Veszprémben, Budapesten, Miskolcon. A nyíregyházi iskolához 1884. február 1-én került és itt működött közel 25 éven át. Állandó őre volt a természettani szertárnak, 1893-tól vezetője a tápintézetnek. 1890-től az egyházmegyei pénztárosi tisztséget viselte és ugyancsak pénztárnoka volt a Nemzeti Szövetség helyi fiókjának s a főgimnázium filléregyletének. 1891-től 1901-ig a helybeli meteorológiai állomás megfigyelőjeként dolgozott, Nyíregyháza város éghajlatának első monográfiáját ő írta meg. (Időjárás Nyíregyházán, 1871-1902. Főgimnáziumi Értesítő, 1902/3. 3-34.)  Elhunyt 1909. január 4-én, életének 58., tanári működésének 36. évében. Temetése január 5-én zajlott a főgimnázium kormányzó tanácsának, tanártestületének, ifjúságának és a város közönségének nagy részvétével.  Felesége Jeszenszky Ilona, gyermekei Gyula és Sándor.